# Mike Whitlow
Michael William Whitlow, detto Mike (Northwich, 13 gennaio 1968) è un dirigente sportivo ed ex calciatore inglese, di ruolo difensore.

## Palmarès

### Club

#### Competizioni nazionali
- Campionato inglese: 1

Leeds Utd: 1991-1992
- Coppa di Lega inglese: 1

Leicester City: 1996-1997